# Szczepan Pieszczoch
Szczepan Pieszczoch (ur. 5 stycznia 1921 w Samborze, zm. 22 kwietnia 2004 w Poznaniu) – polski ksiądz katolicki, patrolog.

## Życiorys
W 1939 ukończył gimnazjum w Brodnicy, od 1941 przebywał w Warszawie, uczestniczył w konspiracji, w szeregach Związku Jaszczurczego. Został aresztowany 28 grudnia 1942 i następnie uwięziony w obozie Mauthausen-Gusen, gdzie przebywał do końca II wojny światowej. W 1945 wstąpił do seminarium duchownego w Gnieźnie, święcenia kapłańskie przyjął 19 lutego 1950. Po święceniach pracował m.in. w Brudzewie i jako proboszcz Parafii św. Stanisława Biskupa i Męczennika w Żydowie (1959–1989).
W 1951 uzyskał stopień magistra teologii na Uniwersytecie Jagiellońskim, tam w 1954 doktoryzował się na podstawie pracy Problem tradycji w nauce św. Augustyna napisanej pod kierunkiem ks. Władysława Wichera. Od 1955 do 1995 był wykładowcą patrologii w Wyższym Seminarium Duchownym w Gnieźnie. W 1964 mianowany przez władze kościelne profesorem nadzwyczajnym. W latach 1976–1990 był redaktorem naczelnym pisma Studia Gnesnensia. W 1993 habilitował się na Papieskiej Akademii Teologicznej w Krakowie na podstawie pracy Kulturotwórcza inspiracja i wpływ chrześcijaństwa na rozwój antyku (wyd. 1992, II wydanie – 2001).
Był autorem podręcznika Patrologia. Wprowadzenie w studium Ojców Kościoła (wyd. 1964, wyd. nowe w 1994 w dwóch tomach – T.1, Działalność Ojców oraz Polskojęzyczna bibliografia 1900–1993, T. 2, Ojcowie mówią). w 1995 wydał zbiór kazań i homilii Przeważnie o dziewiątej. Razem z ks. Ludwikiem Gładyszewskim przetłumaczył i opracował Wybór pism dogmatycznych św. Ambrożego (wyd. 1971).

## Publikacje
- Mój nie-pamiętnik, Gniezno : Prymasowskie Wyższe Seminarium Duchowne, 2001.
- Kulturotwórcza inspiracja i wpływ chrześcijaństwa na rozwój antyku, Poznań : UAM. WT, 2001.
- Patrologia. T. 2, Ojcowie mówią, Gniezno : Gaudentinum, 1994.
- Patrologia. T. 1, Działalność ojców oraz polskojęzyczna bibliografia 1900–1993, Gniezno : Gaudentinum, 1994.
- Wybór pism dogmatycznych / Św. Ambroży, Poznań : Księgarnia Św. Wojciecha, 1970.
- Patrologia : wprowadzenie w studium Ojców Kościoła, Poznań : Księgarnia św. Wojciecha, 1964.